# 代理人戰爭

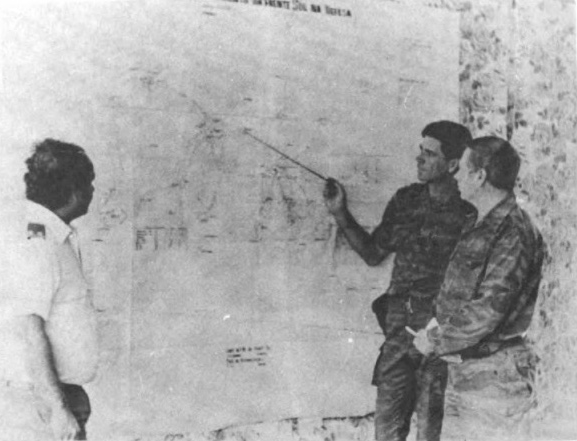
蘇聯軍事顧問在安哥拉內戰（1975-2002 年）期間計劃行動，這是一場涉及蘇聯和美國的代理人衝突。

代理人戰爭（英語：proxy war）是指两个国家或非国家行为体之间的武装冲突，其中一方或双方在不直接参与敌对行动的其他方煽动下或代表其他方采取行动。为了使冲突被视为代理人战争，外部行为体与相关交战方之间必须存在直接、长期的关系。通常包括资金、军事训练、武器或其他形式援助的形式，帮助交战方维持其战争努力。

## 历史
在古代和中世纪，许多非国家代理人是外部各方，他们被卷入内部冲突，并与交战方结盟，以获取影响力并促进自己在该地区的利益。代理人可以由外部或地方势力引入，最常见的是非正规军队的形式，用于在有争议的地区实现其赞助者的目标。拜占庭帝国等一些中世纪国家利用代理人战争作为外交政策工具，故意在敌对对手之间培养阴谋，然后在他们相互开战时支持他们。其他国家认为代理人战争仅仅是先前存在的冲突的有益延伸，例如百年战争期间的法国和英国，两国都发起了支持针对对方商船的私掠船的长期做法。法国利用英国在玫瑰战争中胜利后的混乱作为代理人，支持兰开斯特家族反对勃艮第国家支持的约克家族。奥斯曼帝国同样利用巴巴里海盗作为代理人，骚扰地中海的西欧列强。
“代理人战争”一词的频繁使用表明其在国际关系学术研究中的突出地位。近年来，软实力和硬实力的独特实施已被证明是不成功的。因此，经典战争的巨大失败增加了使用代理人战争的趋势。自二十世纪初以来，代理人战争最常见的形式是国家承担非国家代理人的赞助者角色，并实质上将其用作破坏敌对力量的第五纵队。这种类型的代理人战争包括对参与内战的派系、恐怖分子、民族解放运动和叛乱团体的外部支持，或对反对外国占领的全国起义的援助。例如，第一次世界大战期间，英国政府部分组织和煽动了阿拉伯起义，以破坏奥斯曼帝国。西班牙内战时期，许多代理人战争开始呈现出独特的意识形态维度，这场战争使意大利王国和纳粹德国的法西斯意识形态与苏联的共产主义意识形态展开对立，但没有让这些国家相互公开战争。双方的支持者也利用西班牙冲突作为各自武器和战术的试验场。
冷战期间，代理人战争的动机是担心美国和苏联之间的常规战争武装冲突会导致核浩劫，这使得使用意识形态代理人成为一种更安全的敌对行动方式。苏联政府发现，与直接军事接触相比，支持与美国和其他西方国家敌对的政党是对抗北约北约影响力的一种经济有效的方式。此外，电视媒体的激增及其对公众认知的影响使美国公众特别容易产生厌战情绪，并对在国外冒生命危险持怀疑态度。这鼓励了美国武装部队的做法，例如在苏阿战争期间向圣战者输送物资。代理人战争的其他例子包括朝鲜战争和越南战争。

## 概述

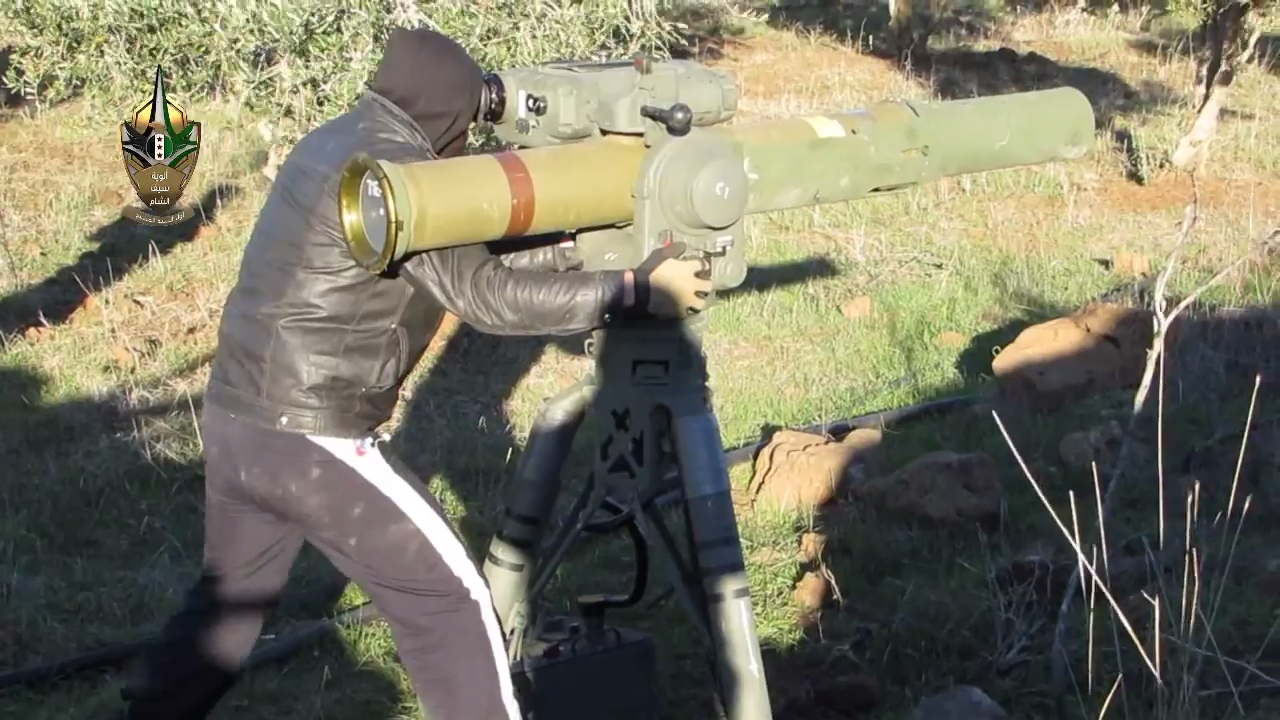
2014年12月，美国支持的南方阵线的一名成员准备向叙利亚南部的叙利亚陆军阵地发射BGM-71TOW导弹

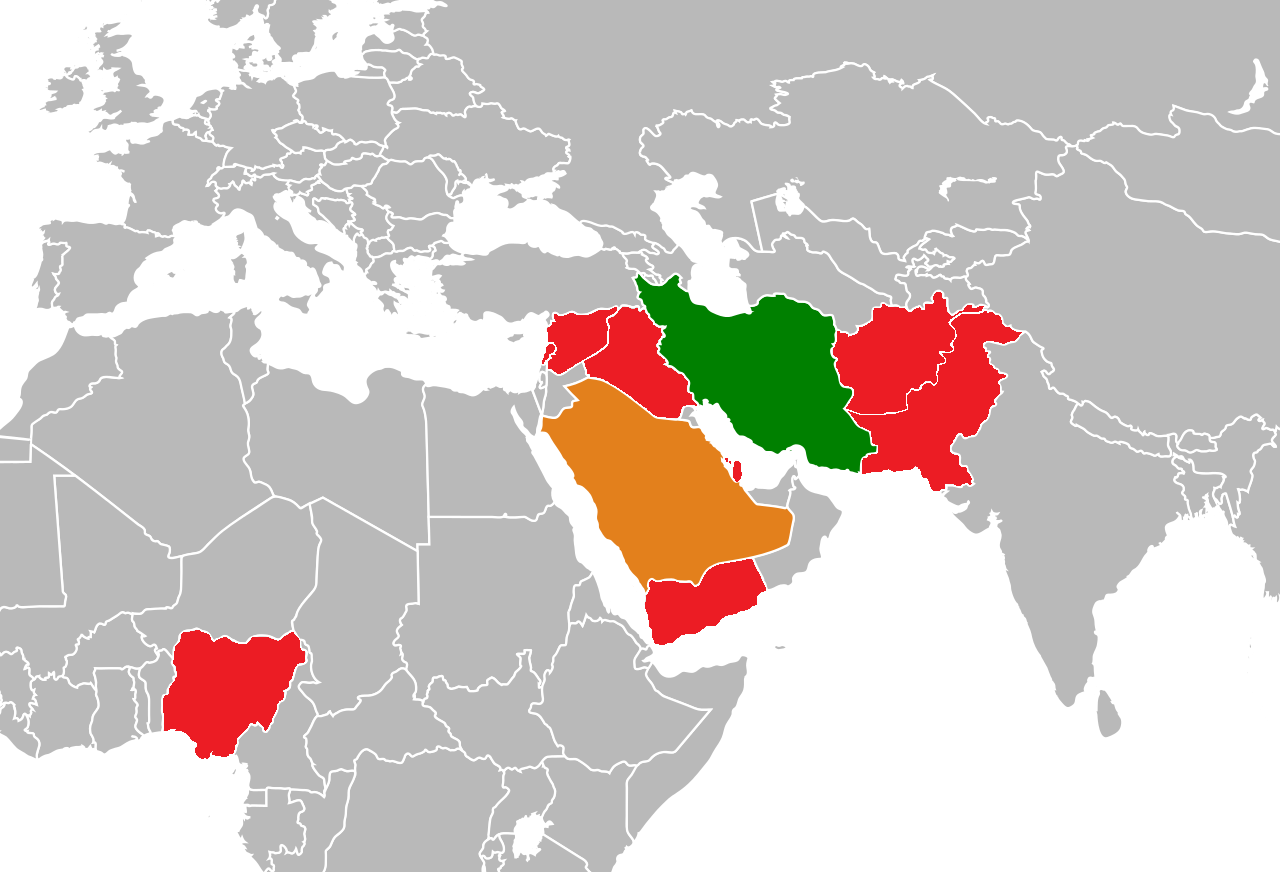
伊朗-沙特阿拉伯主要代理冲突地点

双方常规军备的明显差距会促使较弱的一方通过盟友或非国家行为者开启或者继续战争，这样的情况出现在阿以战争（中东战争）中。随着以色列在第一次以阿战爭、六日战争及赎罪日战争取得胜利，阿拉伯联盟因爲没通过通常的直接争斗的方式取胜，开始依靠武装反抗组织和准军事组织如巴解，真主党来抗击以色列。
这也是在一系列代价极高，耗时长而無了期的在中东（阿富汗，伊拉克）进行直接战争之后，重新提起了反战情绪（被称为“反恐综合症”），在奥巴马总统時期，通过代理人战争，介入叙利亚、利比亚、也門内战等。
在一些情况下，有些国家可能会因为金融原因加入代理人战争：支持非法团体、叛乱分子、非国家行动者或者不先进的联合军队（经常用过时的或者剩余的装备）比部署国际力量便宜得多，同时可以在延长战中首先承人财伤亡。
另一种常见的导致因素是安全威胁的存在。领导人从对手的军事力量感到威胁的时候有可能会采取攻击性的回应，比如在第三方国家建立对自己有利的政府，使对方感受到己方的强势以巩固己方的地位。对手可能会尝试破坏这样的行为，通常是通过支持一个偏向自己的党派（例如那些直接或间接受自己控制的、同情自己情况的或意识形态相同的）在这样的情况下如果一方或两方认为他们支持的一方处于不利的条件，他们通常会加大军事力量和财经力量的支持。如果被支持者感受到了物质威胁或者希望脱力表面上的失败，同样一场代理人战争会在两者之间发生。这是许多场发生在苏联美国冷战期间的战争的主要原因，同样是在沙特和伊朗的持续的一系列战争的原因，更是伊朗和叙利亚之间的冲突的原因。

## 影响
代理人战争能产生极大的影响特别是在战争发生地。越南战争是产生极大影响的苏联与美国之间的代理人战争。轰炸战役——“滚雷行动”摧毁了许多基础设施使北越人民的生活更加困难。在这场战役中落下的未爆炸的炸弹在战役结束后杀死了成千上万的人，这不止发生在越南同样发生在柬埔寨和老挝。
同样著名的是苏联和阿富汗战争，消耗了数以千计的生命和数亿的美金，使苏联军事及经济实力大幅削弱，并促成了其解体。
代理人战争通常会促使区域局势动荡。比如说，在中东，沙特阿拉伯和伊朗之间、以色列和巴勒斯坦之间使区域造成了极大的破坏。这些冲突在其他的事之间造成了影响，导致了叙利亚内战、伊斯兰国的兴起、也门内战以及塔利班的復兴。
从2011年起，超过500,000人在叙利亚內战中丧生。在也门內战，超过1000人在短短一个月中死去，在以色列，自2000年以来超过8,000人死去。自，2009年以来，在阿富汗超过17,000人死去。巴基斯坦自2003年以来死去了超过57,000人。
总的来说，冲突的长度、激烈程度、伤害一般随着交战方得到外部支持能力提高而猛烈增长。比起一般战争，代理人战争中交战方更不愿意进行外交谈判，和平谈判更难以奏效，而对基础设施造成的毁坏会大很多倍。

## 代理戰爭實例

### 西班牙內戰
西班牙內戰是一個非常著名的代理人戰爭。西班牙第二共和國和弗朗西斯科·佛朗哥的西班牙國民軍之間的衝突，很快導致蘇聯和墨西哥支持第二共和國這一方，以及納粹德國，法西斯意大利和葡萄牙共和國支持西班牙國民軍這一方。此戰爭中軸心國和蘇聯所試驗的裝備和戰術，在以後的第二次世界大戰被更大規模的採用。

### 冷戰時期
代理人戰爭在冷戰時期很普遍，因為兩個擁有核武器的超级大国（美國與蘇聯）不想直接與對方開戰，否则可能升級為核戰爭进而导致双方都被毁灭。冷戰時期的代理戰爭包括以阿戰爭、阿富汗战争、安哥拉內戰、朝鮮戰爭、越南戰爭、中越战争、中東戰爭、尼加拉瓜革命。
在朝鮮戰爭中則比較特別，中華人民共和國與蘇聯支持朝鮮民主主義人民共和國對抗大韓民國和聯合國軍。中華人民共和國後來以中國人民志願軍名義進入朝鮮參戰，以避免直接與美國對抗。蘇聯則沒有正式參戰，但以空軍米格15戰機秘密介入。

### 21世紀
- 加沙战争
- 叙利亚内战
- 利比亞内战
- 顿巴斯战争
- 也門内战
- 烏俄戰爭
- 以色列—哈瑪斯戰爭